# Armas del futuro
Armas del Futuro (título original: Future Weapons) es una serie de televisión documental estadounidense estrenada el 19 de abril de 2006 en la cadena Discovery Channel. El programa es actualmente emitido en Discovery Channel y Military Channel.
Richard «Mack» Machowicz, el exmiembro del grupo SEAL de la Armada de los Estados Unidos, nos enseña las tecnologías más innovadoras, inteligentes y aterrorizantes que se están desarrollando, con el objetivo de ser aplicadas en las guerras del siglo XXI.

## Episodios
| Temporada | Temporada | Episodios | Episodios | Emisión original        | Emisión original    |
| Temporada | Temporada | Episodios | Episodios | Primera emisión         | Última emisión      |
| --------- | --------- | --------- | --------- | ----------------------- | ------------------- |
|           | 1         | 6         | 6         | 19 de abril de 2006     | 26 de mayo de 2006  |
|           | 2         | 13        | 13        | 19 de enero de 2007     | 9 de abril de 2007  |
|           | 3         | 10        | 10        | 15 de noviembre de 2007 | 24 de abril de 2008 |

### Primera temporada (2006)
| N.º en serie | N.º en temp. | Título              | Fecha de emisión original |
| --- | ------------ | ------------------- | ------------------------- |
| 1 | 1            | «No Place to Hide»  | 19 de abril de 2006       |
| Armas: FGM-148 Javelin (EE.UU.), CornerShot (Israel), PzH 2000 (Alemania), JSF (EE.UU./R.U.).                                                                 |              |                     |                           |
| 2 | 2            | «Stealth»           | 26 de abril de 2006       |
| Armas: Rifle de francotiradorM107 (EE.UU.), Type 212 U-boat (Alemania), RQ-1 Predator (EE.UU.), Boeing Persistent Munition Technology Demonstrator (EE.UU.).  |              |                     |                           |
| 3 | 3            | «Maximum Impact»    | 3 de mayo de 2006         |
| Armas: Metal Storm (Australia), Bomba termobárica, MLRS (EE.UU.), NLOS-C (EE.UU.).                                                                            |              |                     |                           |
| 4 | 4            | «Future Shock»      | 10 de mayo de 2006        |
| Armas: Armas de pulso electromagnético, LRAD (EE.UU.), láser táctico avanzado (EE.UU.), láser táctico de alta energía (Israel/EE.UU.), Boeing YAL-1 (EE.UU.). |              |                     |                           |
| 5 | 5            | «Smart Weapons»     | 17 de mayo de 2006        |
| Armas: XM982 Excalibur (Suecia/EE.UU.), SWORDS (EE.UU.), AH-64 Apache Longbow (EE.UU.), Starstreak missile (R.U.).                                            |              |                     |                           |
| 6 | 6            | «The Power of Fear» | 26 de mayo de 2006        |
| Armas: CBU-97 Sensor Fuzed Weapon (EE.UU.), IMI Tavor TAR-21 (Israel), MOAB (EE.UU.).                                                                         |              |                     |                           |

### Segunda temporada (2007)
| N.º en serie | N.º en temp. | Título                 | Fecha de emisión original |
| --- | ------------ | ---------------------- | ------------------------- |
| 7 | 1            | «Search and Destroy»   | 19 de enero de 2007       |
| Armas: SMAW (EE.UU.), rifle de francotirador AS50 (R.U.), MQ-8 Fire Scout (EE.UU.), Vulcan EOD (R.U.), Aardvark MK 4 (R.U.)                 |              |                        |                           |
| 8 | 2            | «The Protectors»       | 22 de enero de 2007       |
| Armas: Dragon Skin (EE.UU.), THAAD (EE.UU.), «Boot Banger» (R.U.), lanzagranadas M32 (Sudáfrica)                                            |              |                        |                           |
| 9 | 3            | «No Escape»            | 29 de enero de 2007       |
| Armas: MP7 (Alemania), F-22 Raptor (EE.UU.), «Gate Crasher» (R.U.), ATACMS (EE.UU.)                                                         |              |                        |                           |
| 10 | 4            | «Mission Invisible»    | 5 de febrero de 2007      |
| Armas: B-2 Spirit (EE.UU.), .416 Barrett (EE.UU.), Krakatoa (R.U.), USS Texas (EE.UU.)                                                      |              |                        |                           |
| 11 | 5            | «Front Line»           | 12 de febrero de 2007     |
| Armas: V-22 Osprey (EE.UU.), XM307 (EE.UU.), Land Warrior (EE.UU.), Stryker (EE.UU.)                                                        |              |                        |                           |
| 12 | 6            | «First Strike»         | 19 de febrero de 2007     |
| Armas: Expeditionary Fighting Vehicle (EE.UU.), rifle de asalto Heckler & Koch HK416 (Alemania), Torpedo Bangalore (R.U.), NLOS-LS (EE.UU.) |              |                        |                           |
| 13 | 7            | «Predators»            | 26 de febrero de 2007     |
| Armas: RQ-4 Global Hawk (EE.UU.), GBU-39 SDB (EE.UU.), Láser JDAM (EE.UU.), Dragon Fire II (EE.UU.), Mk 48 (EE.UU.)                         |              |                        |                           |
| 14 | 8            | «Top Guns»             | 5 de marzo de 2007        |
| Armas: F/A-18E/F Super Hornet (EE.UU.), Barrett M468 (EE.UU.), M777 (R.U./EE.UU.), USS Dwight D. Eisenhower (EE.UU.)                        |              |                        |                           |
| 15 | 9            | «Smart Destroyers»     | 12 de marzo de 2007       |
| 16 | 10           | «Close Quarter Combat» | 17 de marzo de 2007       |
| 17 | 11           | «Immediate Action»     | 26 de marzo de 2007       |
| 18 | 12           | «Future Combat»        | 2 de abril de 2007        |
| 19 | 13           | «Massive Attack»       | 9 de abril de 2007        |

### Tercera temporada (2007-2008)
| N.º en serie | N.º en temp. | Título               | Fecha de emisión original |
| ------------ | ------------ | -------------------- | ------------------------- |
| 20           | 1            | «Firepower»          | 15 de noviembre de 2007   |
| 21           | 2            | «Non-Lethal Special» | 29 de noviembre de 2007   |
| 22           | 3            | «Close Protection»   | 6 de diciembre de 2007    |
| 23           | 4            | «Israel Special»     | 13 de diciembre de 2007   |
| 24           | 5            | «GUNS»               | 20 de diciembre de 2007   |
| 25           | 6            | «Future Warrior»     | 5 de marzo de 2008        |
| 26           | 7            | «Hard Target»        | 12 de marzo de 2008       |
| 27           | 8            | «Israel Special 2»   | 19 de marzo de 2008       |
| 28           | 9            | «Kill Zone»          | 26 de marzo de 2008       |
| 29           | 10           | «Alaska Special»     | 24 de mayo de 2008        |